# Glenea collaris
Glenea collaris là một loài bọ cánh cứng trong họ Cerambycidae.